# Durmiendo con mi jefe
Durmiendo con mi jefe es una serie de televisión de comedia situacional argentina emitida en 2003 por Canal 13 y producida por Pol-ka. Protagonizada por Guillermo Francella y Luis Brandoni. Coprotagonizada por Betina O'Connell, María Rosa Fugazot, Jorge Suárez, Graciela Tenembaum, Luciano Castro y David Masajnik. También, contó con las actuaciones especiales de Andrea Pietra y los primeros actores China Zorrilla, Alfredo Alcón y Lydia Lamaison. Y la participación de Patricia Palmer como protagonista invitada.
Televisa hizo una versión mexicana de esta telecomedia, con el mismo nombre, que tuvo como protagonistas a Jorge Ortiz de Pinedo y Raúl Araiza. Se estrenó el 3 de marzo de 2013.

## Argumento
Es una comedia con personajes realistas viviendo situaciones límite en clave de humor, con toques disparatados y equívocos pero donde también hay lugar para el sentimiento y la reflexión.
Oscar Tzisca (Guillermo Francella) es un contador eficaz y un buen muchacho de barrio. Ocupa un departamento en la planta alta de una casa con patio donde viven su madre y su hermana. Ellas tienen una peluquería en casa, y la razón de su vida es impedir que Tzisca se case, después de dos años de noviazgo, con Olga (Andrea Pietra), peluquera también, a la que la madre y hermana de Oscar odian.
Tzisca trabaja en una agencia de publicidad. Es un empleado responsable, mantiene un perfil bajo y defiende su puesto de trabajo con uñas y dientes. "Con el laburo no se jode", parece ser su frase rectora. La empresa donde trabaja lleva el nombre de su jefe, dueño y fundador: Enzo Tempone.
Enzo Tempone (Luis Brandoni) es un peso pesado de la publicidad, un visionario que de la nada levantó un imperio que ungió presidentes y aún maneja campañas multimillonarias. A Tempone le ha ido mejor en los negocios que en su vida de familia. No sabe que su esposa Edith (Patricia Palmer), con la que lleva veinticinco años de casado y que le ha dado dos hijos, le está preparando una venganza perfecta.
Edith, harta de tantísimos engaños, decide quitarle todo, incluida la empresa Tempone Publicidad. Es así como Enzo se queda sin auto, sin casa y sin familia. Lo que pasará con la empresa está por verse, pero el golpe que recibe Tempone es fuerte y de alguna manera, cambiará su destino para siempre.
Tzisca queda unido al destino de su jefe, a quien acompañará en el vía crucis que tendrá a partir de ese día, al terminar dando refugio a su jefe en su propia casa temporalmente.
Este es el planteo inicial. Sin embargo, un jefe despótico no deja nunca de dar órdenes, esté en la empresa o en casa de su empleado, que él ya considera suya. Tzisca, empleado servicial y dispuesto, quedará necesitando una intimidad que el jefe le ha robado... ¿para siempre?
A pesar de las tensiones que despierta su convivencia, Tempone y Tzisca se necesitarán mutuamente porque, viniendo de experiencias distintas, tienen muchas cosas que enseñarse uno al otro. Tzisca ayudará a su jefe a recuperar a la familia disgregada, que le ha dado la espalda después de muchos años de incomunicación. Tempone ayudará a su empleado a liberarse un poco de la familia y de su novia, y de la medianía de su barrio, para mostrarle una visión más arriesgada y divertida de la vida.

## Reparto
- Guillermo Francella como Oscar Tzisca.
- Luis Brandoni como Enzo Tempone.
- Andrea Pietra como Olga Muñoz.
- Patricia Palmer como Edith.
- Betina O'Connell como Marina Di Carlo.
- María Rosa Fugazot como Lydia, madre de Oscar.
- Graciela Tenenbaum como "Negri", hermana de Oscar.
- Luciano Castro como Abel.
- David Masajnik como Carlos "Kili".
- Jorge Suárez como Raúl Nossera.
- Jorge Nolasco como Fernando, abogado de Edith.
- Jorge Noya
- Marta Betoldi como Clara "Clarita".
- María Carámbula
- Agustina Posse como Carolina Tempone.
- Luciano Leyrado como Matías.
- Florencia Aragón como Jimena.
- Facundo Arana como El Sueco.
- Nancy Dupláa como Silvina.
- Diego Reinhold como Hijo de Enzo.
- Adrián Suar como Aníbal.
- Silvana Olivares como Mucama de Tempone.
- Edgardo Moreira
- Silvia Bayle
- Bernarda Pagés como Mónica.
- Guido Massri
- Andrea Bonelli
- Patricia Etchegoyen
- Laura Oliva
- Lydia Lamaison
- China Zorrilla
- Carlos Portaluppi
- Daniel Araoz
- Alfredo Alcón
- Daniel Miglioranza